# Paul Walsh
Paul Anthony Walsh (nacido en Plumstead el 1 de octubre de 1962) es un exfutbolista inglés que trabaja como analista deportivo en televisión.

## Carrera
Un rápido y habilidoso delantero, anotó un total de 128 goles en 521 partidos de liga a lo largo de diecisiete años de carrera en la English Football League y la Premier League. También fue convocado a la selección inglesa en cinco ocasiones durante un período de once meses iniciado en junio de 1983.
Comenzó su carrera profesional en el Charlton Athletic, con el que debutó a los dieciséis años en septiembre de 1979,  ayudó a ganar la promoción en la Third Division durante la temporada 1980-81 y formó parte del equipo ideal de la PFA en la Second Division al año siguiente. Tras el pago de £400 000, pasó en julio de 1982 a jugar en la First Division en las filas del Luton Town, donde obtuvo el Premio PFA al jugador joven del año en 1984. En mayo de ese año fue traspasado tras el pago de £700 000 al Liverpool, donde volvió a formar parte del equipo ideal de la PFA durante su temporada con el equipo, que ganó el título de liga y la Football League Super Cup. A pesar de luchar con las lesiones durante su paso por Anfield, participó en los subcampeonatos de la FA Charity Shield de 1984, la Supercopa de Europa de ese mismo año, de la Copa de Campeones de Europa de 1984-85 y la Copa de la Liga de 1986-87. Por otro lado, también ayudó al Liverpool a ganar un doblete de liga y copa durante la temporada 1985-86 y a finalizar en segundo lugar en 1984–85 y 1986–87.
En febrero de 1988 el Tottenham Hotspur compró su carta tras el pago de £500 000. Con el cuadro londinense llegó a jugar la final de la FA Cup 1990-91 en que vencieron al Nottingham Forest, pero terminó por ser apartado del primer equipo tras golpear a su entrenador, Ray Clemence. Luego de una breve cesión al Queens Park Rangers, firmó en junio de 1992 por el Portsmouth luego que el club pagara £400 000 por su carta. Un jugador popular en Fratton Park, la hinchada lo nombró futbolista del año en 1992-93 y volvió al equipo ideal de la PFA en 1993-94. Luego de volver a la primera categoría del fútbol inglés tras firmar por el Manchester City en marzo de 1994, finalizó su carrera profesional en Portsmouth tras sufrir una lesión del ligamento cruzado en febrero de 1996.
Tras su retiro de las canchas comenzó a trabajar como analista en la televisión y se volvió un rostro habitual en el programa Soccer Saturday de Sky Sports.

## Palmarés

### Campeonatos nacionales (4)
| Título                    | Club              | País       | Año     |
| ------------------------- | ----------------- | ---------- | ------- |
| First Division            | Liverpool         | Inglaterra | 1985-86 |
| Football League Super Cup | Liverpool         | Inglaterra | 1985-86 |
| FA Cup                    | Tottenham Hotspur | Inglaterra | 1990-91 |
| Charity Shield            | Tottenham Hotspur | Inglaterra | 1991    |

### Distinciones individuales (5)
| Distinción                             | Año     |
| -------------------------------------- | ------- |
| PFA Team of the Year (Second Division) | 1981-82 |
| Premio PFA al jugador joven del año    | 1984    |
| PFA Team of the Year (First Division)  | 1985–86 |
| Jugador del año del Portsmouth         | 1993    |
| PFA Team of the Year (Championship)    | 1993-94 |